# Karolina (písmo)

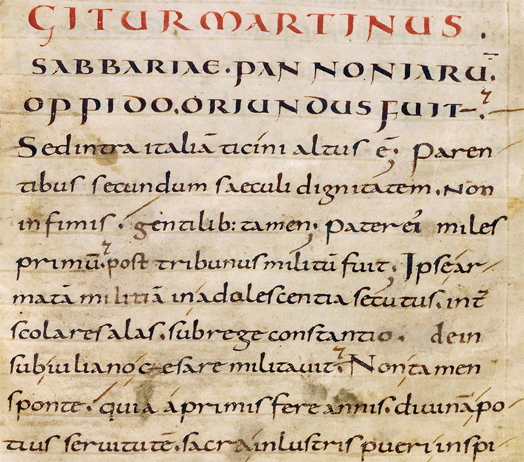
Karolina z 11. století

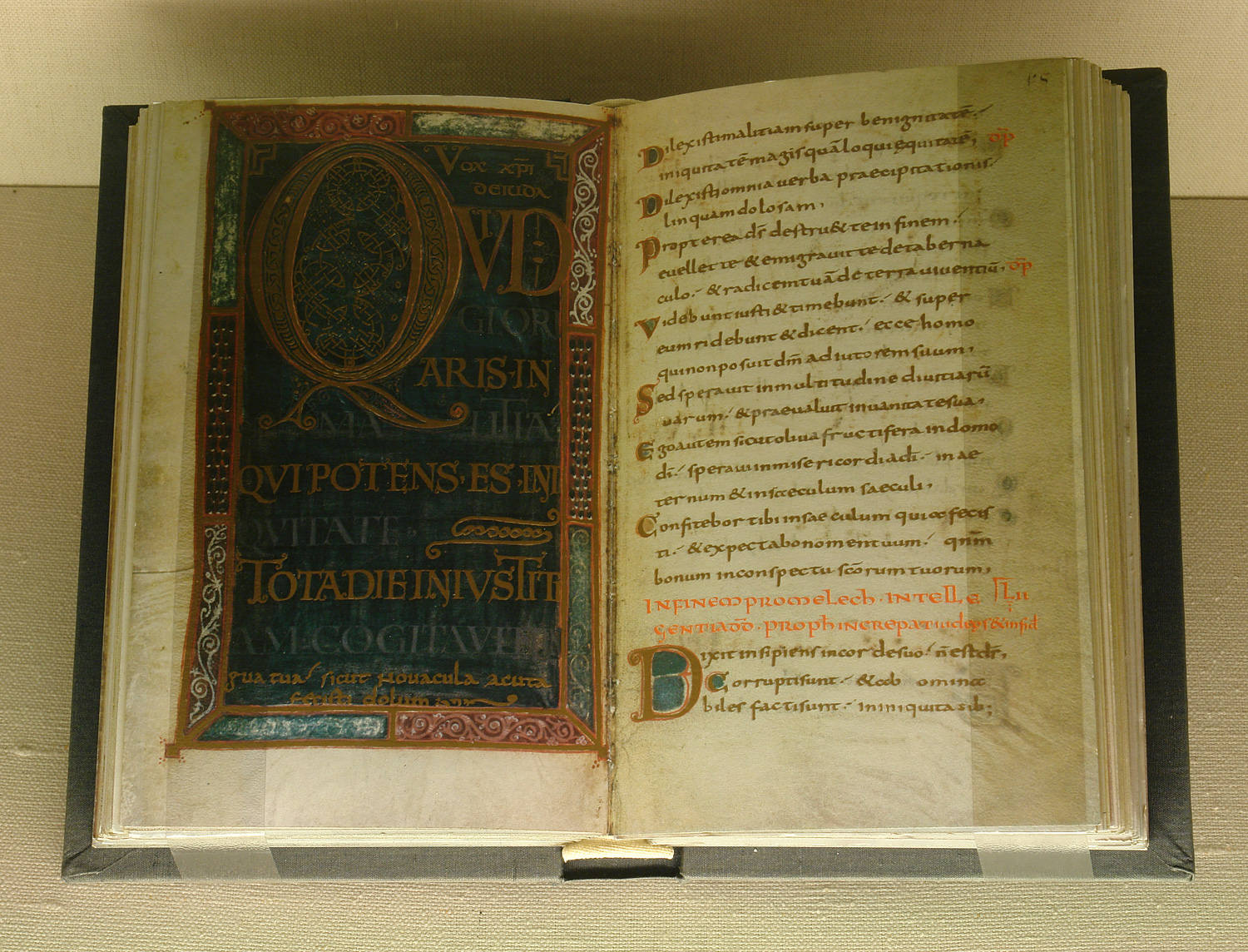
Zlatý žaltář z roku 795

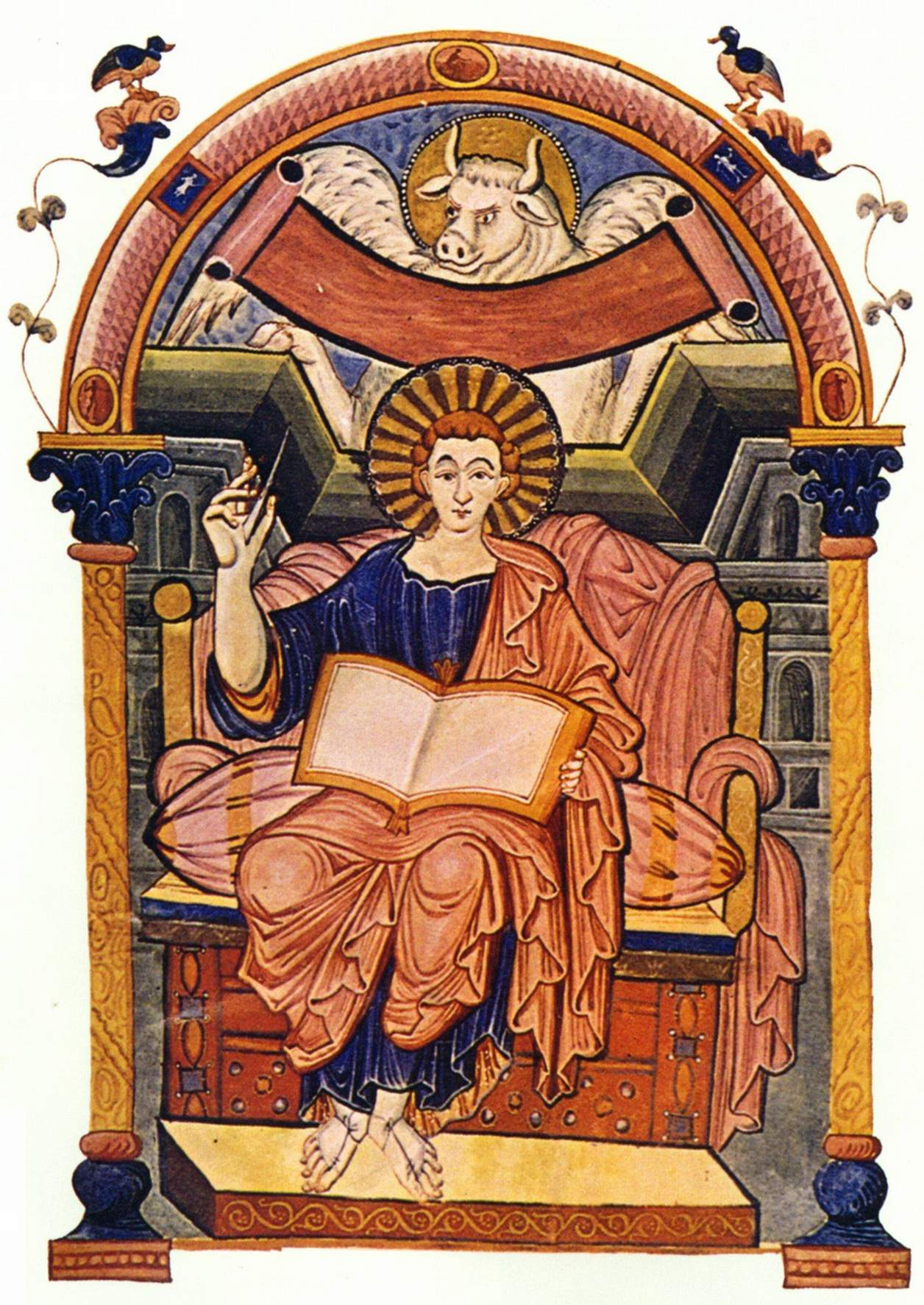
Trevírský evangeliář Ada z konce 8. století

Karolina (také karolínská, dříve okrouhlá minuskula) je knižní i listinné písmo užívané téměř v celé Evropě od 8. do 12. století. 

## Historické bádání
Výzkum karolinské minuskuly není od dob Jeana Mabillona v podstatě dořešen. Do dnešní doby existuje několik teorií, které podávají značně heterogenní pohledy na dobu a místo vzniku minuskuly. Všeobecně lze ovšem říci, že byla vytvořena na území dnešní Francie respektive Franské říše na konci 8. století. Jako první se pokusil vyřešit tyto otázky Jean Mabillon, zakladatel vědecké diplomatiky, sfragistiky, paleografie a autor známého díla De re diplomatica, Libri sex. Mabillon spojoval vznik minuskuly s prostředím Karla Velikého a jeho dvorské školy schola palatina a s učeným anglosasem Alcuinem z Yorku. Podle něj měla být vytvořena na základě polounciály a z popudu samotného Karla Velikého. Tato teorie měla značné trhliny, neboť již z doby vlády Karlova otce Pipina Krátkého jsou dochovány písemné památky, ve kterých je zřejmý nástup nové moderní abecedy. Přímo s osobou vzdělaného anglosasa spojil vznik Karoliny i Léopold Delisl, který se domníval, že byla vytvořena ve známém benediktinském opatství sv. Martina v Tours, kde Alcuin působil jako opat v letech 796–804. Podle Theodora Sickela je nutné hledal původ karoliny v papežské kanceláři. Své tvrzení opírá o výzkum formulářové sbírky Liber Diurnus Pontifikum Romanorum, o které se domníval, že byla vytvořena v rámci papežské kanceláře jako oficiální kancelářská příručka. Proti tomuto tvrzení vystoupil po druhé světové válce italský paleograf Leo Santiffaller, který po důkladném rozboru papežských písemností došel k závěru, že Liber diurnus nikdy nesloužila jako oficiální příručka kanceláře, ale byla pouze příručkou papežských úředníků, zároveň zpochybnil i její provenienci. Původem se zabýval Marco Palma, který jej umístil do prostředí opatství Nonantola do 1. poloviny 9. století. Podle Philippa Lauera lze považovat za karolinu tzv. Maudramnův typ merovejského písma, který se užíval v klášteře Corbie. S tvrzením, které je dnes považováno za správné, poprvé přišel Charles Higounet, který soudil, že vznik karoliny se neodehrál v jednom konkrétním prostředí, nýbrž že se nové písmo vyvinulo současně na více místech. S tímto názorem se ztotožnily i další významné osobnosti latinské paleografie, mezi které lze zařadit Luigiho Schiaparelliho či Giorgia Cencettiho. Podle výsledků posledních studií se tedy soudí, že karolina nebyla vytvořena na základě nějakého reformního zásahu Karla Velikého, či jeho učeného okolí (Alcuin z Yorku, Paulus Diaconus, Petr z Pisy, Theodulf, Einhard, Angilbert, Dunghal a jiní), ale že je výsledkem přirozeného vývoje minuskulních písem (především merovejských a starých italských knižních písem), kterými se psalo již před Karlem Velikým.

## Charakteristika a vývoj
Karolinská minuskula vznikla v období tzv. karolínské renesance, na základě různých minuskul národních písem, někteří vědci, jako např. Manuel Prou, však kladou její vývoj do souvislosti s polounciálou. Svou teorii opíral především o majuskulní tvar litery „N“, který se vyskytuje v obou abecedách. Tento prvek je ovšem zastoupen i v knižních formách národních písem, proto není pro potvrzení Prouova názoru zcela signifikantní. Jeho mínění je již v dnešní době vyvráceno, nelze však Prouovi upřít, že si jsou tato písma velmi blízká, což je dáno zejména tím, že obě písma vycházela z mladší římské kurzívy. Polounciála přímo, karolinská minuskula pak prostřednictvím národních písem. Při vytváření nové abecedy sehrála důležitou úlohu potřeba lepší čitelnosti textů, proto se začaly jednotlivé litery od sebe oddělovat, čehož bylo dosaženo i minoritním zastoupením ligatur, tak typickými pro národní písma. Stabilizovaly se tvary jednotlivých písmen, zároveň s tím získaly pevné místo ve čtyřlinkové psacím systému. Podoba byla dána potřebou vyšší kvantity psaní a zároveň větším důrazem na čitelnost (oproti těžko čitelným národním písmům), což vedlo ke vzniku elegantního okrouhlého písma. 
Karolinská minuskula prodělala za dobu své existence značný vývoj, proto se od sebe liší písmo počátku 9. století a vrcholná forma z 12. století. První století vývoje karoliny je charakterizováno především hledáním základních forem. Oproti předchozímu období, totiž národním písmům, se velmi omezilo používání zkracovacích znamének a ligatur, přesto zcela nevymizely. Dlouho se udržely ligatury „ct“, „et“, „rt“, „st“ (ﬆ) a ae (æ), která je nahrazována tzv. e caudata ę. K nejcharakterističtějším zkratkám patří et (&), jež bylo později vytlačeno tironským „et“ (⁊). Již od zrodu karolinské minuskuly se lze v rukopisech setkat s interpunkčními znaménky, které se skládají z tečky, čárky či jejich kombinace. Otazník (?) se objevuje kolem roku 800. Texty 9. století jsou doprovázeny archaickými prvky, kam patří „a“, které se zde objevuje v podobě „cc“ nebo otevřeného kurzívního „a“, fakultativně připomínající „u“. Ovšem už i v tomto období pomalu ustupuje klasickému minuskulnímu „a“, které je součástí karolinské minuskuly až do jejího zániku. Během několika prvních desetiletí stále písaři používají majuskulní „N“, které ale v témže století bylo nahrazeno „n“ minuskulním. Značná variabilita panovala rovněž u litery „d“, které je zastoupeno v unciální i minuskulní podobě. Nejstarší formu minuskuly charakterizuje kyjovité rozšíření horních dotažnicových délek. V 10. století vývoj karoliny začal mírně stagnovat. V podstatě se od sebe minuskula 9. a 10. století neliší, určité změny však lze přesto sledovat. Pomalu mizí archaické prvky a kyjovité rozšíření horních dotažnicových délek. V 10. století lze pozorovat úpadek v grafickém provedení jednotlivých liter, s tuto dekadencí se karolina brzy vypořádala a v následujícím století opět vzkvétala. V 11. století pod vlivem značných změn dosáhla karolinská minuskula vrcholné fáze, kyjovité rozšíření bylo nahrazeno trojúhelníkovitým zakončením nebo násadnicovým tahem. Unciální „d“ se v této fázi již nevyskytuje a definitivně bylo nahrazeno minuskulovou formou. Dlouhé „s“ na konci slov nahradilo „s“ kulaté, které se od 12. století objevuje i uprostřed slova. U některých individualit lze pozorovat snahu po lámání kulatých tahů, což je předzvěstí nové periody ve vývoji latinského písma, která se nazývá Gotika.
Jelikož se karolinskou minuskulou psalo téměř v celé Evropě, nebylo ani dost dobře možné, aby se všude vyvíjela stejnou rychlostí bez lokálních variací. Důležitými středisky karoliny se ve Francii staly kláštery Corbie, Remeš, Lyon, Saint-Denis, Fleury, Auxerre aj. V Itálii stála v popředí např. Verona a Nonantola, v germánské oblasti pak Fulda, Mohuč či Würzburg. Každé z těchto skriptorií je samozřejmě charakteristické svým jedinečným pojetím základní karolinské abecedy. Z ní se poměrně záhy, již v 9. století, v listinách vyvinulo specifické písmo, tzv. diplomatická minuskula, které se vyznačovalo dlouhými dříky. Ve 12. století se lámáním karoliny vytvořilo gotické písmo (přechodná varianta mezi těmito písmy je nazývána romanogotika). V 15. století byla karolina použita jako vzor pro minuskule humanistického písma.

## Památky
Karolinská minuskula je jedním z prvních písem, které se může pyšnit velkým počtem dochovaného materiálu. Jen pro období 9. století zachytil ve svém rozsáhlém katalogu Bernard Bischoff asi 7200 položek. Z takového pramenného bohatství nelze nezmínit evangeliář, který na rozkaz Karla Velikého a jeho manželky Hildegardy vyhotovil v letech 781–783 písař Gotšalk. Celý rukopis je psán unciálou a pouze dvě strany vyhotovil Gotšalk novou minuskulou. Opět z popudu Karla Velikého byl vyhotoven zlatý žaltář, jež v roce 795 sepsal Daghulf. Neméně známá je Alcuinova bible, vzniknuvší kolem roku 800, či trevírský evangeliář Ada z konce 8. století. Za příklad krásné karolinské minuskuly 11. století může posloužit traktát sv. Augustina Adversus quinque haereses, jehož provenience se klade do kláštera Saint-Maur des Fossés v letech 1029–1030.